# 周筠
周筠（英語：Chow Wan，1984年11月18日—），是香港女配音演员，于2004年加入无线电视国语配音组。

## 背景
周筠於2004年入行，导师是苏柏丽，同门师姐是樊维思。初期为剧集《水浒无间道》配了不少跑龙套的女角色。她多配青年女子及儿童角色，曾为香港演员陈法拉、周丽淇、容祖儿的配音演员，现时为香港演员钟嘉欣、陈茵媺、唐诗咏等无线当家花旦的常任配音演员。周筠於2014年3月21日无线配音组仝人联欢暨颁奖典礼中，以《叛逃》的钟日嘉一角获得2013年国语组女主角最佳演绎奖及以《韩星私游记》获得国语组旅游节目最佳主持奖。近几年随着配音功底不断的提高，当任剧集里主要的女配音之一，其音色轻柔，变化多端，尤其哭戏具有震撼力，有“眼泪公主”之称。她也为其中一部微电影《穿越去哪儿》给片中的女角色配音，获得不少网民关注。

## 配音作品
| 首播年份 | 作品名稱   | 配演角色 | 角色演員 | 備註 |
| -------- | ---------- | -------- | -------- | ---- |
| 2017     | 再創世紀   | 卓定垚   | 周勵淇   |      |
| 2019     | 多功能老婆 | 藍飛     | 楊千嬅   |      |